# صندوق التنمية (العراق)
صندوق التنمية هو مؤسسة تمويل إنمائي، أُسس في 7 أغسطس/آب 2023 من قِبل رئيس الوزراء محمد شياع السوداني. يرأس الصندوق رئيس وزراء العراق، ويهدف إلى تهيئة بيئة استثمارية مثالية، بالإضافة إلى تنمية وتنويع الموارد الاقتصادية غير النفطية للبلاد. مع التركيز الشديد على تعزيز القطاع الخاص، يُموّل الصندوق مشاريع ذات قيمة اجتماعية وبيئية كبيرة. بصفته مؤسسة تابعة لمجلس الوزراء، يتلقى الصندوق تمويله من الميزانية السنوية للحكومة المركزية.

## ملخص
يهيمن قطاع النفط على الاقتصاد العراقي، حيث يشكل 85% من الميزانية السنوية. إن الاعتماد الكبير للاقتصاد على إنتاج النفط يعرض البلاد لتقلبات سوق النفط العالمية؛ أي الصدمات الاقتصادية الكلية التي تسبب انخفاض أسعار النفط. في عام 2020، أدى تأثير جائحة كوفيد-19 العالمية على أسعار النفط إلى تدمير اقتصاد البلاد، مما تسبب في أزمة ميزانية كبيرة. بالإضافة إلى اعتماد العراق على النفط، فإن البلاد هي واحدة من أكثر البلدان عرضة للآثار السلبية لتغير المناخ. في ديسمبر 2022، نشر البنك الدولي تقريرًا يسلط الضوء على التداعيات الخطيرة إذا لم يتخذ العراق إجراءات سريعة للتخفيف من آثار تغير المناخ، لا سيما في مجالات مثل ندرة المياه. كما يؤكد التقرير على الحاجة إلى التحول بعيدًا عن الاعتماد على النفط في إنتاج الطاقة نحو الطاقة الخضراء. وفي ضوء ذلك، كانت هناك دعوات لإنشاء صندوق لغرض زيادة التنوع الاقتصادي والتحول الأخضر وتنمية القطاع الخاص منذ عام 2017 على الأقل. وقد تأسس صندوق تنمية العراق في أغسطس 2023، وحتى فبراير 2025، اجتذب الصندوق أكثر من 7 مليارات دولار من الاستثمارات الأجنبية المباشرة ووقع مذكرات تفاهم مع شركات ومؤسسات من العديد من البلدان، بما في ذلك تركيا والمملكة العربية السعودية والمملكة المتحدة واليابان.

## تاريخ
في ديسمبر 2022، وخلال اجتماع مع رئيس رابطة المصارف الخاصة العراقية والرؤساء التنفيذيين للمصارف الخاصة العراقية، اقترح رئيس الوزراء محمد شايع السوداني إنشاء صندوق تنمية العراق.
في 7 أغسطس 2023، وبعد صدور أمر تنفيذي من رئيس الوزراء، نشرت وزارة العدل العراقية لائحة صندوق تنمية العراق (رقم 3/2023) في الجريدة الرسمية، والتي نصت على إنشاء الصندوق. وفي 24 أكتوبر 2023، عقدت إدارة الصندوق برئاسة السوداني اجتماعها الافتتاحي. ونُقش العديد من المواضيع، مثل اختيار المدير التنفيذي للصندوق. كما أُجريت مراجعة لخطة عمل الصندوق.
في 24 أبريل 2024، وقع صندوق تنمية العراق عددًا من مذكرات التفاهم مع 12 شركة سعودية.
في 15 يناير/كانون الثاني 2025، وخلال زيارة رئيس الوزراء السوداني إلى المملكة المتحدة، وُقِّعت اتفاقية شراكة وتعاون بين البلدين. كما وعد رئيس الوزراء البريطاني كير ستارمر بأن المملكة المتحدة "ستُسخِّر خبرتها المالية العالمية للمساعدة في إنشاء صندوق تنمية العراق".
في فبراير 2025، أعلن الرئيس التنفيذي النجار أن الصندوق نجح في جذب 7 مليارات دولار من الاستثمارات الأجنبية المباشرة.
في 15 أبريل/نيسان 2025، وقّع صندوق الثروة السيادية التركي وصندوق تنمية العراق مذكرة تفاهم لتسهيل الاستثمارات في قطاعات الطاقة، وتكنولوجيا المعلومات والاتصالات، والبنية التحتية، والخدمات اللوجستية، والسيارات، والزراعة، والتكنولوجيا المالية. كما تضمنت المذكرة إطارًا للتعاون في تبادل المعرفة، ونقل التكنولوجيا، وإدارة الموارد.
في 2 يونيو 2025، وقعت مذكرة تفاهم مع شركة أجريوم كابيتال البريطانية بقيمة 200 مليون دولار. تضمنت مذكرة التفاهم إنشاء أول منشأة لإنتاج حليب الأطفال في العراق. ومن المتوقع أن يلبي المصنع، باستخدام مكونات محلية المصدر، 85% من طلب السوق المحلي العراقي على المنتج، مما يقلل من اعتماد العراق على الواردات بالإضافة إلى السماح بضمان الجودة المحلية. وفي الوقت نفسه، وقعت مذكرة تفاهم مع مركز التعاون الياباني للشرق الأوسط (JCCME) لتزويد الصندوق بالدعم اللوجستي. وتضمنت إنشاء مكتب إقليمي لصندوق تنمية العراق في اليابان.